# Alexander Iwanowitsch Laktionow
Alexander Iwanowitsch Laktionow (russisch Александр Иванович Лактионов; * 16. Maijul. / 29. Mai 1910greg. in Rostow am Don; † 15. März 1972 in Moskau) war ein bekannter Maler des Sozialistischen Realismus in der Sowjetunion der Nachkriegszeit. Sein genauer, fast fotorealistischer Stil war äußerst populär, rief jedoch unter Kritikern und Künstlerkollegen Kontroversen hervor.

## Leben
Laktionow wurde in Rostow am Don geboren und studierte an der Leningrader Kunstakademie von 1926 bis 1929 und von 1938 bis 1944. Er war ein Schüler des Malers Isaak Brodski und wurde von dessen technischem und realistischem Ansatz, der den Traditionen der Alten Meister folgte, beeinflusst.
Der Durchbruch gelang Laktionow mit seinem Gemälde Brief von der Front (Письмо с фронта) (1947), das die herrschende Stimmung der sowjetischen Bevölkerung nach dem Großen Vaterländischen Krieg einfing. Brief von der Front strahlt einen großen Optimismus aus, das Bild ist in warmen Sonnenschein getaucht, und zeigt die charakteristische Konfliktlosigkeit, die ein Motiv der späteren Werke Laktionows und des Sozialistischen Realismus generell wurde.
Laktionow wurde berühmt für seine Genremalerei, wie etwa Umzug in die neue Wohnung (Переезд в новую квартиру) (1952). Seine exakt realistisch gehaltenen Werke zeichnen ein überwältigend positives Bild der Sowjetgesellschaft, das in krassem Gegensatz zur alltäglichen Lebensrealität der sowjetischen Bürger stand. Trotzdem waren sie äußerst populär, obgleich es auch kritische Stimmen gab. Diese bemängelten v. a. Laktionows Naturalismus, dem nach Ansicht der Kritiker die künstlerische Expressivität geopfert wurde.
Dennoch fand Laktionow zahlreiche Unterstützer in der staatlichen Kulturbürokratie, die sein Motiv des patriotischen und optimistischen Staatsbürgers begrüßten. Diese sicherten Laktionows äußerst erfolgreiche Karriere und seinen Aufstieg in die Nomenklatura der Sowjetgesellschaft. In seinen späten Jahren entstanden als Auftragswerke zahlreiche Porträts von berühmten sowjetischen Schauspielern, Wissenschaftlern, Soldaten, Politikern und Kosmonauten, einschließlich eines besonders bekannten Stalin-Bildnisses.